# Ruslan Pliev
Ruslan Pliev - es un luchador uzbeco de lucha libre. Participó en campeonato mundial en 2013 consiguió el puesto 16º. Ganó la medalla de bronce en Campeonato Asiático de 2015.  